# 장진강
장진강(長津江)은 함경남도 장진군에서 발원하여 자강도 랑림군을 거쳐 김정숙군 신흥로동자구(新興勞動者區)의 강구포(江口浦)에서 부전강(赴戰江)을 합치고 김정숙읍(신갈파진)에서 압록강에 합류하는 강이다.
장진호와 랑림호가 있으며 각각 장진강 발전소와 장자강 발전소를 통해 유역변경식 발전으로 전력을 생산한다.